# Skidby
Skidby – wieś w Anglii, w hrabstwie East Riding of Yorkshire. Leży 10 km na północny zachód od miasta Hull i 255 km na północ od Londynu. W 2011 miejscowość liczyła 1284 mieszkańców.